# Christopher Kelk Ingold

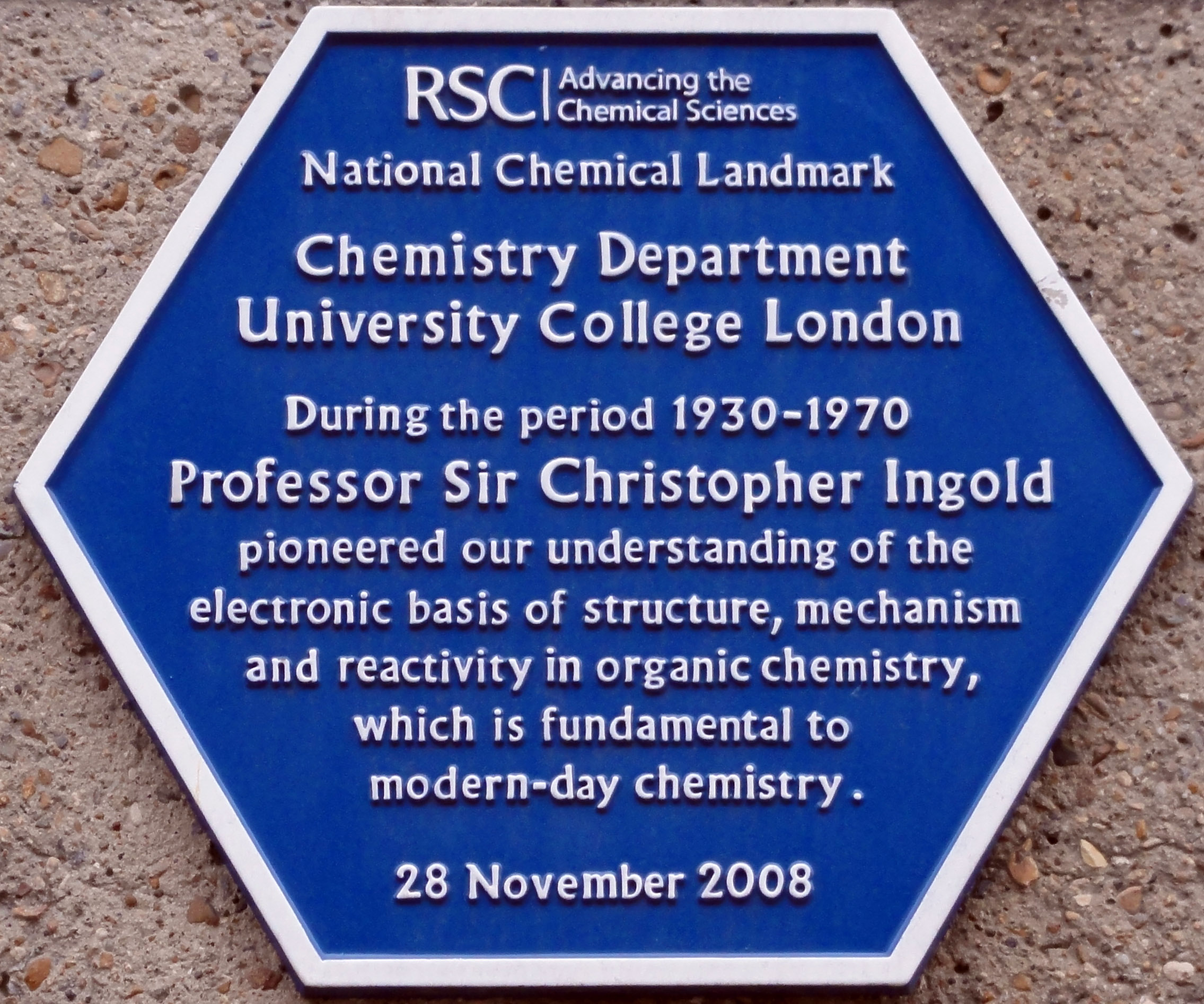
Placa comemorativa da Royal Society of Chemistry (RSC) no University College London.

Christopher Kelk Ingold FRS (Londres, 28 de outubro de 1893 — Edgware, Londres, 8 de dezembro de 1970) foi um químico britânico. É reconhecido como um dos pioneiros da físico-química orgânica.

## Publicações selecionadas
- Ingold, C. K. (1953). Structure and Mechanism in Organic Chemistry. Ithaca, New York: Cornell University Press. ISBN 0801404991
- Ingold, Christopher K. (1934). «Principles of an Electronic Theory of Organic Reactions». Chemical Reviews. 15: 238–274
- Ingold authored and co-authored 443 papers.[5]